# アレッサンドロ・ガンベリーニ
アレッサンドロ・ガンベリーニ（Alessandro Gamberini, 1981年8月27日 - ）はイタリア・エミリア＝ロマーニャ州ボローニャ出身の元サッカー選手、現サッカー指導者。選手時代のポジションはディフェンダーで、イタリア代表であった。

## 経歴

### ボローニャ
主にセンターバックとしてボローニャの下部組織で成長した。この頃は怪我人が出るなどの非常時にはサイドバックとしてもプレーしている。フランチェスコ・グイドリン監督の元、2000年1月9日のラツィオ戦で19歳でセリエAにデビュー。しかし、1-3で敗れプロ公式初試合は黒星スタートとなった。その後は若手ながらも2002年までの2シーズン半をセリエAの舞台で34試合に出場、U-21のイタリア代表にはコンスタントに招集されていた。若手ながらトップリーグに出場することが叶ったがセンターバックは経験が必要とされるポジションであるため、夏にはクラブはさらなる出場機会を与えるために当時セリエBに所属するエラス・ヴェローナへレンタル移籍させる。ヴェローナではアルベルト・マレザーニに指導を受け、怪我によって長期離脱するシーズン後半戦以外はスタメンで出場を重ね、20試合に出場した。
2003年にボローニャにカルロ・マッツォーネ監督が就任すると、ガンベリーニは再びボローニャに呼び戻される。2003-04シーズンは控え選手ながらもセリエAで経験を積むチャンスがあり、このシーズンのインテル戦では快足のオバフェミ・マルティンスを押さえ込んだ。
シーズン後の夏にはUEFA U-21欧州選手権にイタリア代表メンバーとして出場し、優勝している。2004-05シーズンには、23歳ながらレギュラーを務めた。しかし、チームは振るわず18位でシーズンを終え、パルマFCとのプレーオフにも破れセリエBに降格。レンタルから復帰した2シーズンで計44試合に出場している。ボローニャが降格したことを受けクラブは主力選手を手放すことになり、移籍を決意した。

### フィオレンティーナ

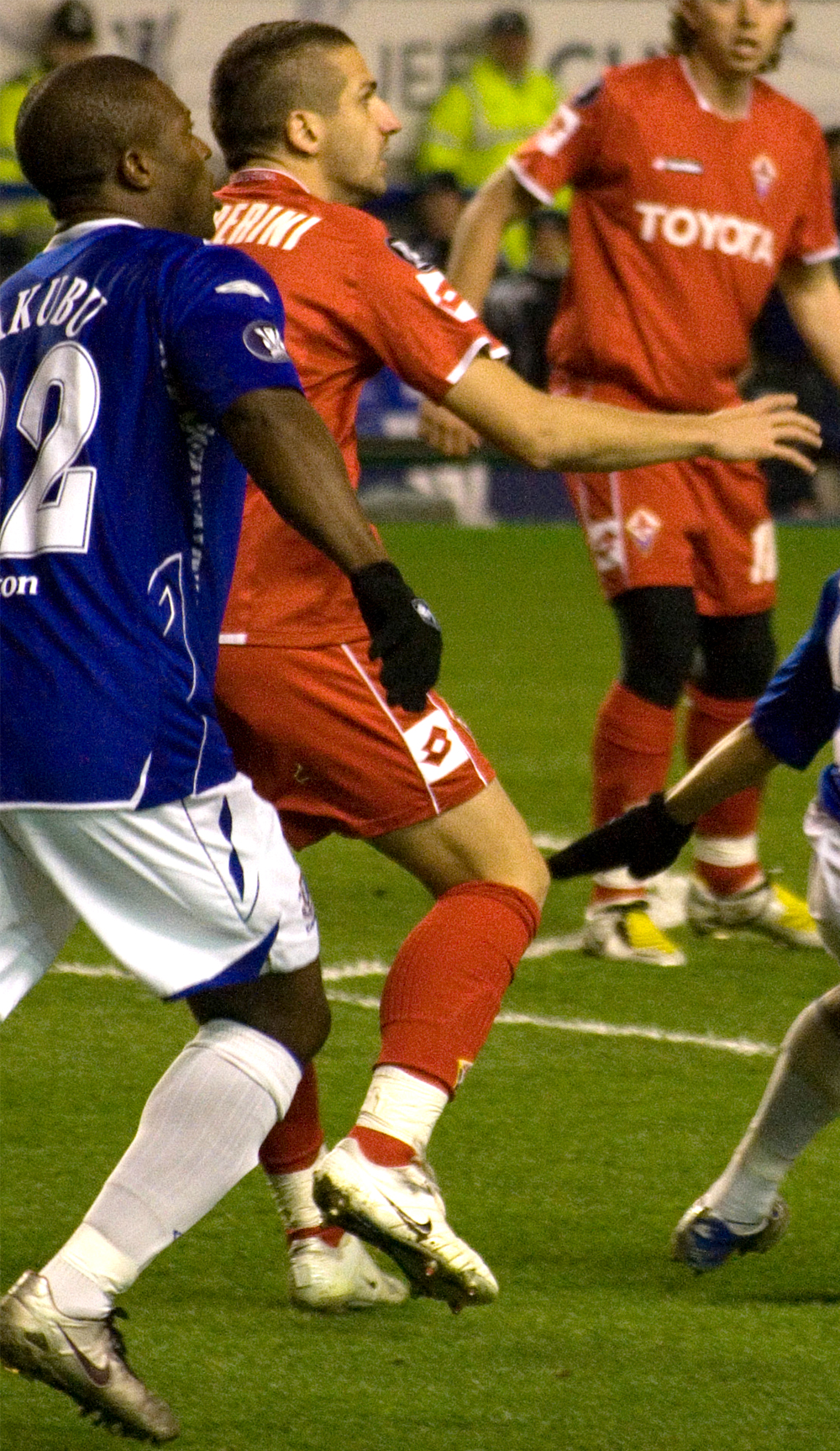
2008年のUEFAカップでは準決勝に進んだ

2005年、当時パンタレオ・コルヴィーノやチェーザレ・プランデッリ監督を招聘し、若手中心のチーム作りを目指していたフィオレンティーナに移籍金300万ユーロで移籍。クラブはルカ・トーニやセバスティアン・フレイら即戦力のベテランを獲得する一方で、同時期にフィオレンティーナへ移籍したリッカルド・モントリーヴォやマヌエル・パスクアルらと共に未来への投資とされた。そのため移籍初年度はダリオ・ダイネッリの控えとしてベンチで過ごすことが多く、19試合出場に止まった。2005-06シーズンは少ない出場機会であったが、若手ながらも落ち着いたプレーをしていたことで徐々にプランデッリ監督の信頼を得ている。シーズン後には2006年FIFAワールドカップドイツ大会直前のイタリア代表合宿にサプライズ招集される。最終選考メンバーには漏れることになったがガンベリーニのポテンシャルが認められた形となった。2006-07シーズンの前半戦はダイネッリ、ペア・クロルドルップに次ぐ第3のCBとして過ごしていた。しかし、2006年12月17日に行われた対ACミラン戦においてクロルドルップが致命的なミスを犯しレギュラーを外されると、その後はレギュラーに昇格。安定感のあるプレーを披露、チームのシーズン最小失点に貢献した。2007年3月4日に行われたトリノ戦において、自身のセリエA初得点を記録するばかりかドッピエッタ（2得点）を達成した。シーズン終了後にはドナドーニ監督にそれらの活躍が認められイタリア代表に再招集される。2007-08シーズンは不動のレギュラーとして、チームはカンピオナートで4位となりUEFAチャンピオンズリーグ出場権獲得に貢献、UEFAカップでは準決勝に進み国際経験を積んだ。シーズン後は出場機会は無かったものの、大会直前の練習中に負傷離脱したファビオ・カンナヴァーロに変わり追加招集され、UEFA EURO 2008のイタリア代表メンバーとなった。
2008-09シーズンにはクラブでも主軸として独り立ちし、GKのセバスティアン・フレイと並ぶディフェンスリーダーへと成長した。チームも好調を維持し、2年連続のリーグ4位となりUEFAチャンピオンズリーグ出場権を獲得した。2009年9月30日のチャンピオンズリーグのリヴァプールFC戦では、プレミア・リーグ屈指のフォワードでありスペイン代表のエースでもあるフェルナンド・トーレスのマーカーとして抑え込み、チームの勝利 (2-0) に貢献した。2011年7月17日に、モントリーヴォの後釜としてキャプテンに任命された。

### ナポリ
2012年7月16日、チームメートのヴァロン・ベーラミと共にSSCナポリに3年契約で移籍。ミゲル・アンヘル・ブリトスの負傷もあって3バックの左CBで出場することが多く、25試合に出場した。

### ジェノア
ワルテル・マッツァーリがインテルに移りラファエル・ベニテスが新監督に就くと、彼のバレンシアCF時代の教え子であるラウール・アルビオルが加入したため2013年8月22日、ジェノアCFCにレンタル移籍。

### キエーヴォ
2014年7月24日、ACキエーヴォ・ヴェローナに移籍。ここで4シーズンを過ごしたのち、2018年7月に現役引退を決断した。

## 人物
10代のころからセリエAの舞台で活躍し、若い頃からベテランのような経験を持ち合わせていた。2005年にフィオレンティーナに移籍後は守備の中心的な選手として活躍し、また2011年7月から同クラブのキャプテンを務めていた。

## エピソード
- ラフプレーではなく事故のようなものであったが、アンドレイ・シェフチェンコを2度も病院送りにしたことでも知られる。
- ニックネームの「ガンベロ (Gambero) 」はイタリア語で、エビやザリガニを意味する。名前の響きと、マークする相手を捕らえたら放さないプレースタイルに起因する。しかし本人はこのニックネームをあまり気に入っておらず、「アレックス」や「サンドロ」と呼んで欲しいとインタビューで語ったことがある。
- 髪型は短いモヒカンであり、現地イタリアでは「モヒカーノ (Mohicano)」とも呼ばれる。

## 個人成績
| 1999-00 | ボローニャ         | 14       | セリエA | 4   | 0 |
| 2000-01 | ボローニャ         | 16       | セリエA | 15  | 0 |
| 2001-02 | ボローニャ         | 16       | セリエA | 15  | 0 |
| 2002-03 | エラス・ヴェローナ | -        | セリエB | 20  | 0 |
| 2003-04 | ボローニャ         | 25       | セリエA | 16  | 0 |
| 2004-05 | ボローニャ         | 3        | セリエA | 28  | 0 |
| 2005-06 | フィオレンティーナ | 5        | セリエA | 19  | 0 |
| 2006-07 | フィオレンティーナ | 5        | セリエA | 28  | 3 |
| 2007-08 | フィオレンティーナ | 5        | セリエA | 31  | 1 |
| 2008-09 | フィオレンティーナ | 5        | セリエA | 34  | 0 |
| 2009-10 | フィオレンティーナ | 5        | セリエA | 18  | 0 |
| 2010-11 | フィオレンティーナ | 5        | セリエA | 35  | 1 |
| 2011-12 | フィオレンティーナ | 5        | セリエA | 29  | 1 |
| 2012-13 | ナポリ             | 55       | セリエA | 25  | 1 |
| 2013-14 | ジェノア           | 5        | セリエA | 10  | 0 |
| 2014-15 | キエーヴォ         | 5        | セリエA | 20  | 0 |
| 2015-16 | キエーヴォ         | 5        | セリエA | 22  | 0 |
| 2016-17 | キエーヴォ         | 5        | セリエA | 20  | 1 |
| 2017-18 | キエーヴォ         | 5        | セリエA | 23  | 0 |
| 通算    | イタリア           | イタリア | セリエB | 20  | 0 |
| 通算    | イタリア           | イタリア | セリエA | 392 | 8 |
| 総通算  | 総通算             | 総通算   | 総通算  | 412 | 8 |

- 2000年1月9日 - プロ初出場 - SSラツィオ戦（スタディオ・オリンピコ・ディ・ローマ）

## 獲得タイトル

### 代表
- 2004年 UEFA U-21欧州選手権 優勝